# ألفرد ويلسون
ألفرد ويلسون (بالإنجليزية: Alfred Mayo Wilson)‏ هو مجدف أمريكي، ولد في 31 ديسمبر 1903 في منيابولس في الولايات المتحدة، وتوفي في 27 أكتوبر 1989 في فينيارد هافن في الولايات المتحدة.

## وصلات خارجية
- ألفرد ويلسون على موقع الاتحاد الدولي للتجديف (الإنجليزية)
- ألفرد ويلسون على موقع اللجنة الأولمبية الدولية (الإنجليزية)
- ألفرد ويلسون على موقع أوليمبيديا (الإنجليزية)